# Reinhard Hauff
Reinhard Hauff (ur. 23 maja 1939 w Marburgu) – niemiecki reżyser i scenarzysta filmowy. Jego filmy znane były z zaangażowania politycznego i społecznego.
Zdobywca Złotego Niedżwiedzia na 36. MFF w Berlinie za film Stammheim (1986), opowiadający o procesie terrorystów z Frakcji Czerwonej Armii. Rok po triumfie zasiadał w jury konkursu głównego na 37. Berlinale. Był również członkiem jury konkursu głównego na 55. MFF w Wenecji w 1998.